# Népiesség
A népiesség vagy népies-nemzeti irány a hagyományos szövegfolklorisztikai műfajok, népköltészeti alkotások motívumainak, stílusjegyeinek és szemléletmódjának tudatos szépirodalmi alkalmazása.
A polgári átalakulás Magyarországon is, akárcsak Közép- és Kelet Európa legtöbb államában, olyan intézmények és törvények, olyan alkotmány és államrendszer kialakítását jelentette, melynek nem voltak elégséges hazai, történelmi előzményei és hagyományai. Ez a polgárosodás tehát azt jelentette, hogy más fejlett kapitalista országok politika és művelődési vívmányait vettük át, ily módon nehézséget jelentett a nemzeti jelleg megőrzése. A valódi nemzeti jelleget pedig a legépebb állapotában a népnél lehet megtalálni. Mint nép a korban nemcsak a parasztságot és a jobbágyságot jelentette, hanem a kiváltsággal nem rendelkező osztályokat és rétegeket, honoráciorokat is. Maga a polgárosodásnak volt a korban egy nagyon paradox jellege, ugyanis ha a polgári átalakulás nemzeti jellegét biztosítani akarják, akkor nem máshoz kellett fordulni, mint néphez és nem utolsósorban a parasztsághoz. A Toldi estéje (1854) alapeszméjét ennek a törvényszerűségnek felismerése szolgáltatja: haladás és nemzeti erkölcs, polgárosodás és nemzeti örökség. Ez az irányzat ’48 előtt igényelte a haladást (polgárosodás) és a nemzeti örökséget, és ez utóbbiért a néphez folyamodott; ezt pedig demokratikus módon, a nép érdekeit előtérbe helyezve, a nép felemelkedésével kívánta a harcot megvívni.
Amint az előbb láttuk, a polgárosodás nemzeti lehetőségei közül a politika és gazdaság terén kellett egy célt elérni, úgy a művészetekben és az irodalomban, a kultúrában is ki kellett fejleszteni egy új irányt. De amint a politika átalakulása is csak a nép segítségével lehetséges úgy a kultúra átalakítása sem működhet másként, az irodalom is csak a népköltészet forrásainak felhasználásával születhet meg, az ehhez kellő legmegfelelőbb eszköz pedig a népiesség kultúrába való helyezése volt a legfontosabb. Az irodalmi polgárosodás nemzeti jellegének megőrzése érdekében az irodalom a népköltészethez fordul, abból kívánja kiolvasni a nemzeti jelleget.
Magyarországon a népiesség a 18. századtól kezdve egyre fontosabb szerepet tölt be az irodalomban az „öntudatlan népiesség” korát, Vörösmarty első romantikus korszakának lezárulása után kezdi majd felváltani a „tudatos népiesség”. Ennek a népiesség elméletnek a fő kidolgozója Erdélyi János lesz. Erdélyi szorgalmazza, hogy a magyar kultúra szakítson a külföldiek utánzásával és alakítsa ki a maga saját nemzeti jellegét a népköltészet segítségével. Célja az volt, hogy: „a népköltészet demokratikus eszmeiségét s esztétikai sajátságait magába öltve, az irodalom váljék nemzetivé, szóljon a nemzet valamennyi osztályához.” Az elmélet – de még inkább Petőfi Sándor gyakorlata – afelé irányult, hogy a népet a költészetben felemeljék, s az őket megillető helyre állítsák.
Maga a népiesség a hivatásos művészetnek és általában az uralkodó kultúrának a népi kultúra felé forduló érdeklődése, melynek eredménye a népies irodalom, zene, tánc, művészet. Ha alapul vesszük a folklorisztikai jelenségeket, akkor még azok is e körbe írhatók bele. A korabeli Magyarországon előbbi kezdeményezések után: reneszánsz, később a reformáció, majd a barokk és rokokó is a népiesség motívumának sajátos jegyeit alakítják ki, ezek pedig az irodalomban figyelhetők meg a legjobban. De nem csak az előbb említettek éltek a népiesség formáival, hanem a függetlenségét elvesztő Magyarországon a nemzeti ellenállás egyik formája volt ez a felhasználás, sőt az ellenreformációtól kezdve a római katolikus egyház (főleg a szerzetesrendek) is alkalmazta a népiesség jegyeit, befolyásuk növelése végett. Mindezeket figyelembe véve, a felvilágosodás egyik ideológiájának hatására alakult ki összefüggő rendszer, és több mint egy évszázadig a népiesség, mint irányzat, különösen az irodalomban és zenében (de a nemzeti kultúra egyéb területein is) uralkodó áramlat volt.
A 19. század folyamán, a romantika virágkorában hirdették meg programszerűen a népköltészet stíluseszményének beemelését az egyes nemzeti irodalmakba. A monda-, népmese-, népballada- és népdalgyűjtésekkel kiegészített mozgalom előkészítői között tartják számon a német nyelvterületen alkotó Johann Gottfried Herdert és a Grimm fivéreket. A közép-európai romantikus irodalmakban a nemzeti irodalom felfrissítése mellett a polgári politikai küzdelmek fontos tényezőjévé is vált a hagyományos népköltészet feltérképezése és megjelenítése a műköltészet nyelvén.
Jóllehet a magyar népköltészet formakincse a korábbi szerzők munkásságában is megjelent (Fazekas Mihály, Csokonai Vitéz Mihály, Vörösmarty Mihály), Magyarországon a tudatosan alkalmazott népies irodalom virágkora az 1840-es–1870-es évek közé tehető, s elsősorban Erdélyi János, Arany János, Tompa Mihály, Lévay József, Petőfi Sándor, Gyulai Pál és Szász Károly, később pedig Dömötör János, Vargha Gyula, Bárd Miklós és Kozma Andor munkásságában teljesedett ki. A magyar irodalmi népies-nemzeti irány fő jellemzője, hogy a reformkori magyar líra romantikus sajátosságaira és a népies nyelvi hagyományra támaszkodott, de erősen megszűrte és stilizálta mindkét tradíciót, illetve élményvilágot. A népies hangvételű versekre az elégikus hangnem, a rezignált kifejezésmód, a zárt műalkotások esztétikai harmóniája jellemző.
A 19. század utolsó harmadában a népnemzeti irány hanyatlásnak indult, többen megkérdőjelezték a politikai-társadalmi hátterét vesztett irányzat korszerűségét és létjogosultságát. A századfordulón kibontakozó új népiesség egyfelől nem terjedt túl a külsőségekben – szóhasználatban, nyelvezetben stb. – megnyilvánuló epigonizmus keretein (Pósa Lajos, Szabolcska Mihály vagy Gárdonyi Géza Göre Gábor-történetei), másfelől a népi írók 1930-as években meghirdetett mozgalmát készítette elő a népiesség mint stílusirányzat esztétikai és szemléleti átértékelésével (Gárdonyi Géza, Tömörkény István, Móra Ferenc).